# 插頭丘站
插頭丘站（日语：／ Kazashigaoka eki */?）是一個位於日本香川縣綾歌郡綾川町、屬於高松琴平電氣鐵道（琴電）琴平線的鐵路車站，車站編號為K11，屬無人車站。

## 車站結構

### 站房
現時採用簡易車站模式，不設站房，但過往開站時曾設有站房，是由首任社長大西虎之助親自設計，他參照了阪急電鐵仁川站站房來設計，在琴平電鐵年代，車站附近更曾被規劃作住宅區及渡假村用途，雖然琴電現時並沒有經營任何的房地產事務，但車站附近的住宅區規劃倒卻相對較有條理。
另一方面，車站位置為高度較低的山坡，月台和路軌位置皆是透過開鑿山坡而建，車站入口則設於原有山坡上，因此進出月台和車站入口皆須先行經過一段樓梯，亦是其中一個未設有無障礙通道出入的車站之一。同樣也因地形的原故，本站也沒有設有洗手間或單車停泊處的配套設施。開鑿後，路軌旁的山邊亦修箿成為天然花壇，特別是一、二月期間，斜坡上開遍了水仙花。
由於進行無障礙通道工程，並加設升降機連接路面及月台，原車站入口及向高松方向的部份月台一度被圍封，並在另一端月台臨時搭建了一座樓梯回路面。2024年4月1日，升降機正式投入服務，並加設了清晰的站名標記。

### 月台

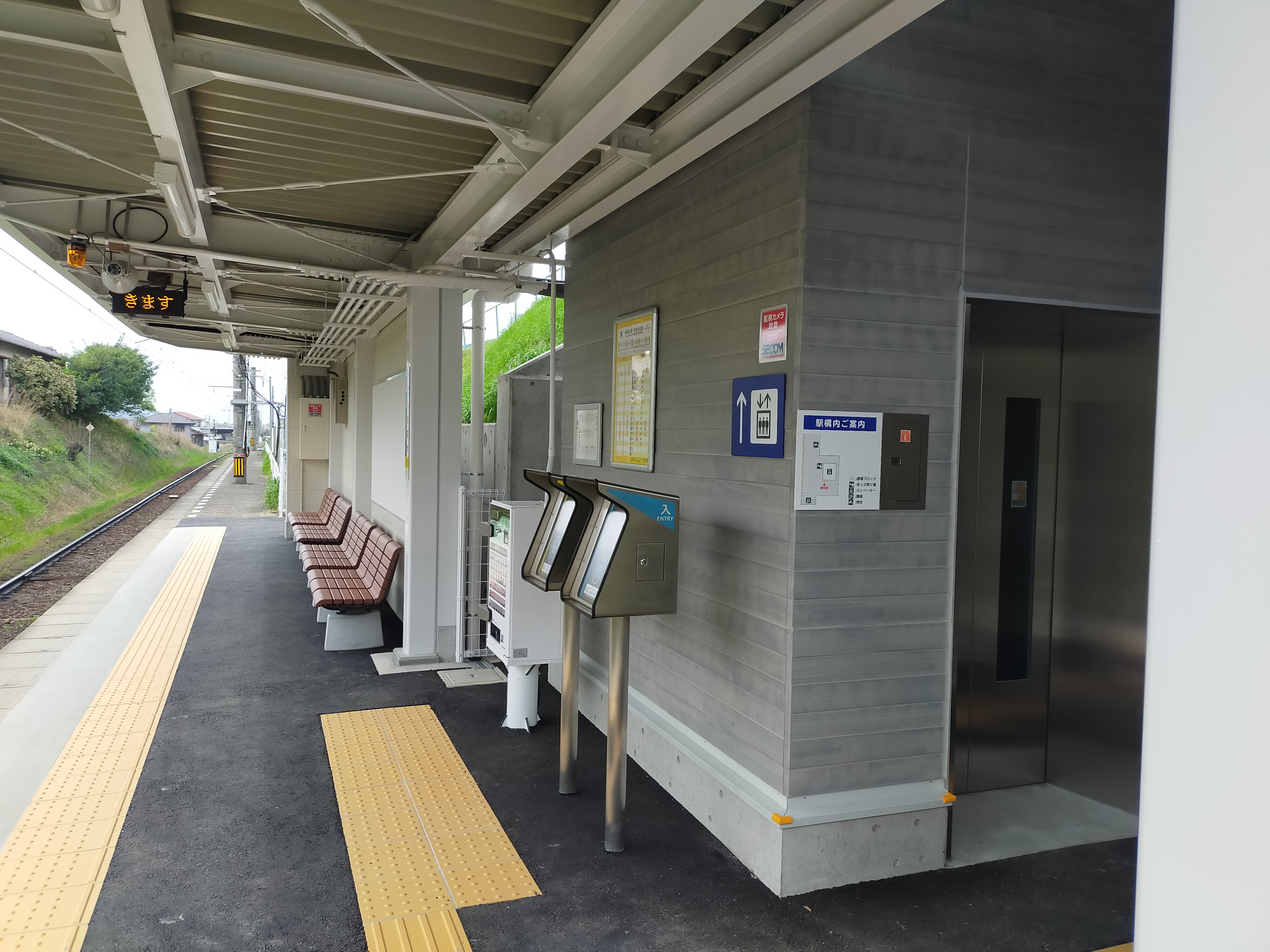
月台上的升降機等候區 (2024年4月)

設有側式月台1座，長度約為80公尺，可容納最長4輛編成的列車停靠，大部份月台設備均集中在靠近梯級方向、約長10米的有蓋候車亭內，包括候車座椅、簡易式自動售票機，對應出、入站的IC卡感應器及1部自動飲品售賣機。列車靠站時，往高松築港方向為左側上落，往琴平方向為右側上落。
| 路線     | 方向 | 目的地             | 備註 |
| -------- | ---- | ------------------ | ---- |
| ■ 琴平線 | 上行 | 高松築港方向       |      |
| ■ 琴平線 | 下行 | 瀧宮、琴電琴平方向 |      |

## 歷史
- 1926年12月21日：開業[2]。
- 2023年9月11日：臨時出口開始使用，以配合原出口興建升降機，預計於2024年3月19日完成[3]。
- 2024年4月1日：升降機投入運作。

## 使用狀況
| 1日上落人數推斷 | 1日上落人數推斷 |
| 年度            | 1日平均人數     |
| --------------- | --------------- |
| 2011            | 465             |
| 2012            | 433             |
| 2013            | 431             |
| 2014            | 398             |
| 2015            | 397             |
| 2016            | 400             |
| 2017            | 378             |
| 2018            | 383             |
| 2019            | 374             |
| 2020            | 296             |
| 2021            | 296             |
| 2022            | 338             |

## 相鄰車站
高松琴平電氣鐵道（琴電）
■琴平線
岡本 (K10) - 插頭丘 (K11) - 畑田 (K12)

## 外部連結
- 高松琴平電鐵插頭丘站資訊 （页面存档备份，存于）（日語）